# Bieńkowice (powiat myślenicki)
Bieńkowice – wieś w Polsce położona w województwie małopolskim, w powiecie myślenickim, w gminie Dobczyce.
| SIMC    | Nazwa       | Rodzaj    |
| ------- | ----------- | --------- |
| 0316594 | Gaiska      | część wsi |
| 0316602 | Pod Granicą | część wsi |
| 0316619 | Sikorzyniec | część wsi |
| 0316625 | Wielka Góra | część wsi |

W latach 1975–1998 miejscowość należała administracyjnie do województwa krakowskiego.